# Graafsebrug (Nijmegen)
De Graafsebrug is een brug over het Maas-Waalkanaal in de Nederlandse stad Nijmegen.
De brug verbindt de Wijchenseweg met de Graafseweg en maakt deel uit van de provinciale weg 326. De kokerliggerbrug werd in 1974 door de firma Dubbers uit Malden aangelegd in een serie met de Hatertsebrug en de Dukenburgsebrug. Direct naast de Graafsebrug ligt de Spoorbrug Dukenburg.
De huidige brug is de vervanger van de in 1924 aangelegde vakwerkbrug die op 10 mei 1940 door de Nederlandse genie werd opgeblazen. Deze werd herbouwd maar raakte op 17 september 1944 zwaar beschadigd. De geallieerden noemden de brug Honinghutje Bridge. Door een verbreding van het Maas-Waalkanaal werd de brug in 1972 gesloopt en vervangen. Begin 2008 is de Graafsebrug met 35 cm verhoogd zodat schepen met vier lagen containers ook onder de brug door kunnen.

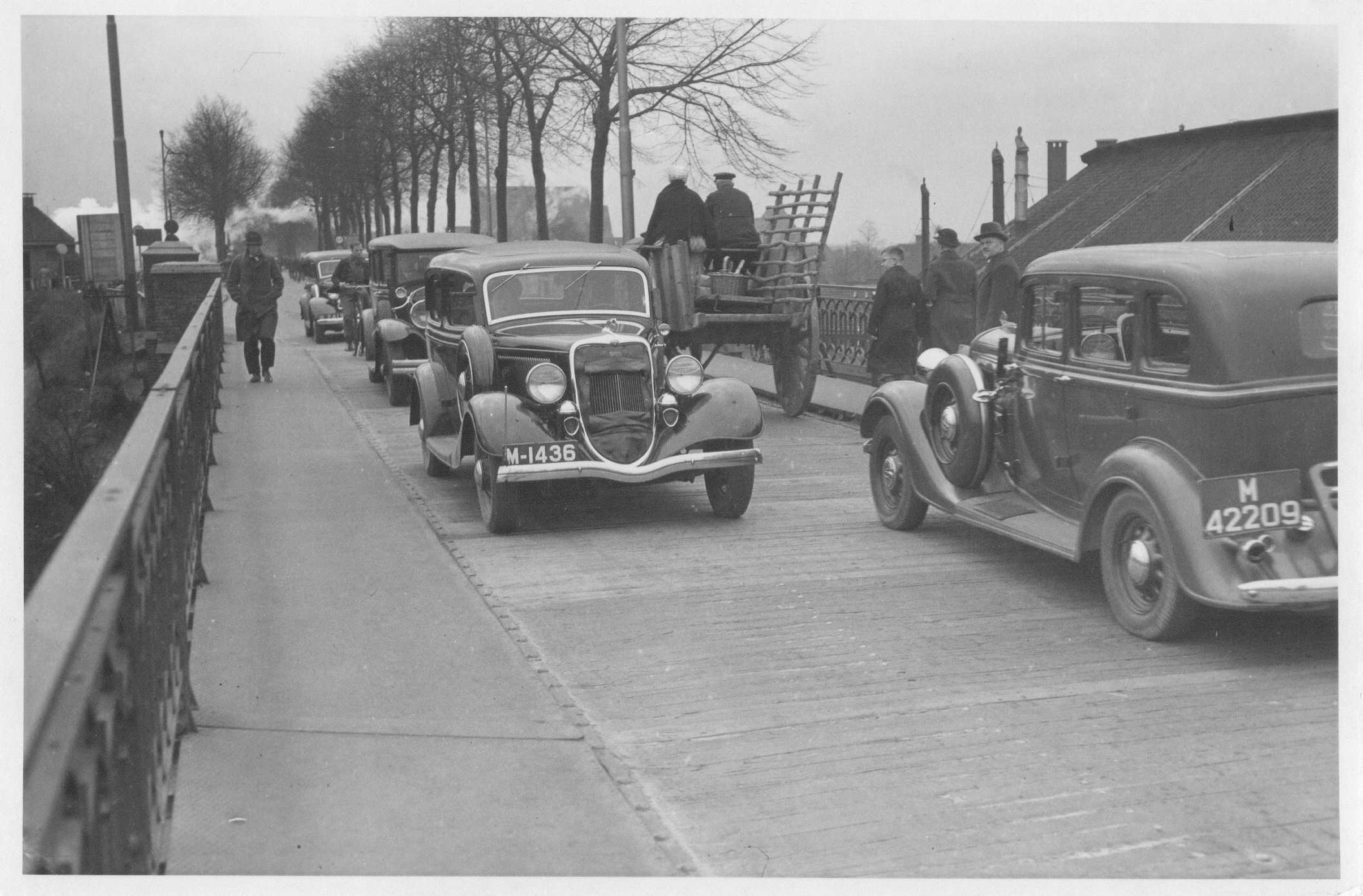
De Graafsebrug in 1939